# انسولین لیسپرو
انسولین لیسپرو که با نام تجاری Humalog و دیگر نام‌ها فروخته می‌شود، نوعی انسولین است که برای درمان دیابت نوع ۱ و نوع ۲ استفاده می‌شود. معمولاً در حوالی زمان غذا خوردن مصرف می‌شود. به شکل تزریق زیرجلدی یا با استفاده از پمپ انسولین استفاده می‌شود. شروع اثرات معمولاً در عرض ۳۰ دقیقه رخ می‌دهد و حدود ۵ ساعت طول می‌کشد. اغلب به یک انسولین با اثر طولانی تر مانند NPH نیز نیاز است.
عوارض جانبی رایج شامل افت قند خون است. سایر عوارض جانبی جدی ممکن است شامل افت سطح پتاسیم خون باشد. استفاده در بارداری و شیردهی به طور کلی بی خطر است. این دارو همانند انسولین انسانی با افزایش میزان گلوکزی که بافت‌ها جذب می‌کنند و کاهش میزان گلوکز ساخته شده توسط کبد، عمل می‌کند.
انسولین لیسپرو برای اولین بار در سال ۱۹۹۶ در ایالات متحده مورد تایید قرار گرفت. این دارو شکل سنتز شده انسولین انسانی است که در آن یک آمینو اسید جایگزین شده‌است. در سال ۲۰۱۹، با بیش از ۱۱ میلیون نسخه، شصت و پنجمین داروی رایج تجویز شده در ایالات متحده بوده‌است.

## مصارف پزشکی
انسولین لیسپرو برای درمان افراد مبتلا به دیابت نوع ۱ و ۲ اسفاده می‌شود. افرادی که انسولین معمولی را به خوبی دریافت می‌کنند، به طور کلی نباید به انسولین لیسپرو تبدیل شوند.

## عوارض جانبی
عوارض جانبی شایع شامل تحریک پوست در محل تزریق، هیپوگلیسمی، هیپوکالمی و لیپودیستروفی است. سایر عوارض جانبی جدی شامل آنافیلاکسی و واکنش‌های حساسیت مفرط است.

## موارد منع مصرف
انسولین لیسپرو در طول دوره‌های هیپوگلیسمی یا در افرادی که به انسولین لیسپرو یا هر یک از مواد جانبی آن حساسیت مفرط دارند، منع مصرف دارد.

## مکانیسم عمل
از طریق فناوری DNA نوترکیب، باقی مانده‌های لیزین و پرولین نهایی در انتهای پایانه-C زنجیره B معکوس می‌شوند. این اصلاح، اتصال گیرنده را تغییر نمی‌دهد، اما تشکیل دیمرها و هگزامرهای انسولین را مسدود می‌کند. همچنین اجازه می‌دهد تا مقادیر بیشتری از انسولین مونومر فعال بلافاصله برای تزریق پس از غذا در دسترس باشد.

## شیمی
این دارو شکل سنتز شده از انسولین انسانی است که در آن آمینو اسیدهای لیزین و پرولین در انتهای زنجیره B مولکول انسولین جابجا شده‌اند. این جابجایی آمینو اسیدها از فاکتور رشد شبه انسولین ۱ تقلید می‌کند که همچنین دارای لیزین (K) و پرولین (P) به ترتیب در موقعیت‌های ۲۷ و ۲۸ است.